# Alt-Tempelhof
Alt-Tempelhof – stacja metra w Berlinie na linii U6, w dzielnicy Tempelhof, w okręgu administracyjnym Tempelhof-Schöneberg. Stacja została otwarta w 1966.